# Liste der Straßen und Plätze im 6. Arrondissement (Paris)
Diese Liste führt alle Straßen und Plätze im 6. Arrondissement von Paris auf.

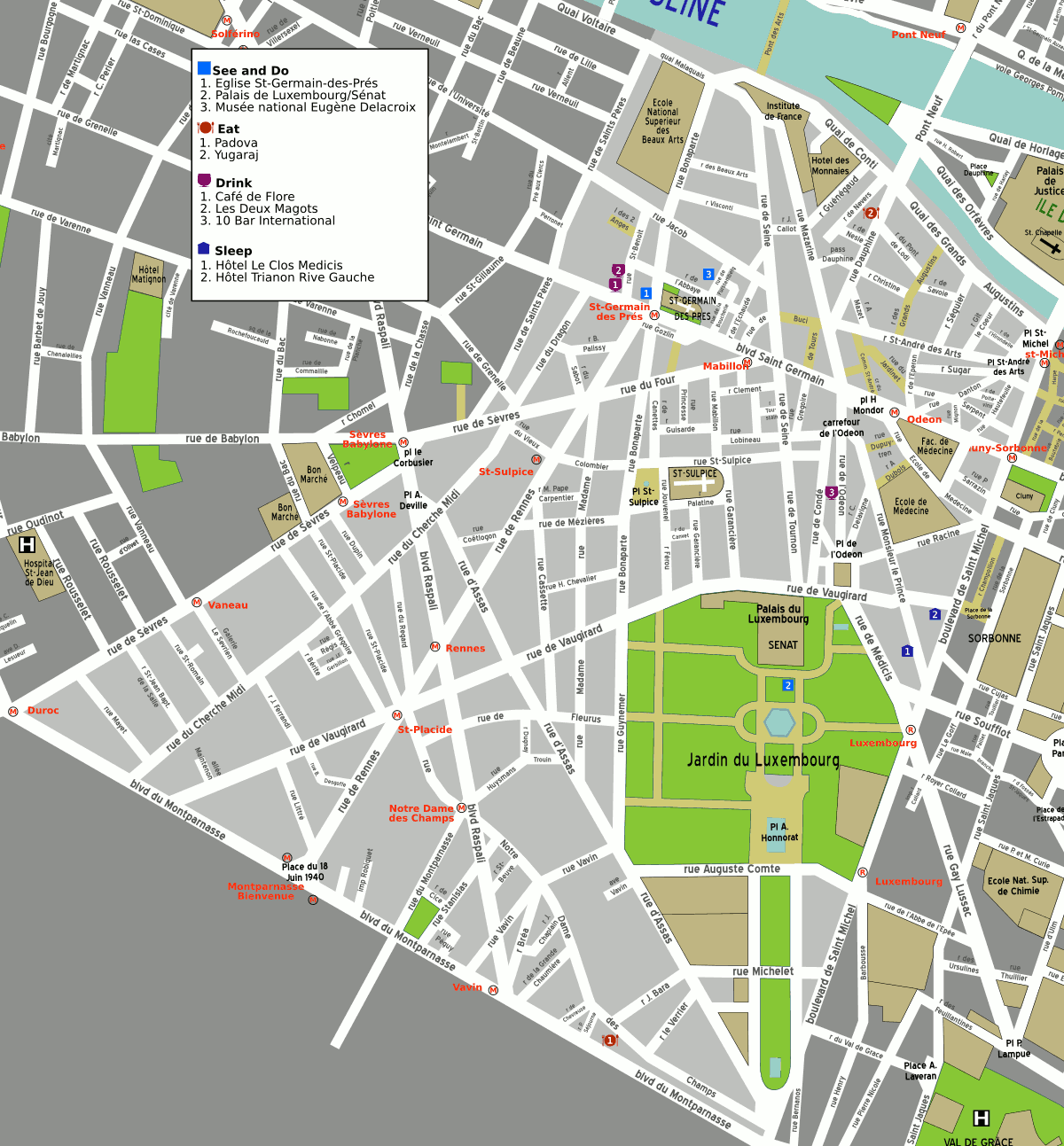
Plan des 6. Arrondissements von Paris

## A
- Rue de l’Abbaye (Paris)
- Rue de l’Abbé-Grégoire
- Place Alphonse-Deville
- Rue de l’Ancienne-Comédie
- Rue André-Mazet
- Rue Antoine-Dubois
- Rue d’Assas
- Rue Auguste-Comte

## B
- Rue des Beaux-Arts
- Rue de Bérite
- Rue Bernard-Palissy
- Rue Blaise-Desgoffe
- Rue Bonaparte
- Rue de Bourbon-le-Château
- Rue Bréa
- Rue de Buci

## C
- Place Camille-Jullian
- Rue des Canettes
- Rue du Canivet
- Rue Cardinale
- Rue Casimir-Delavigne
- Rue Cassette
- Rue des Chartreux
- Rue du Cherche-Midi
- Rue de Chevreuse
- Rue Christine
- Rue de Cicé
- Rue des Ciseaux
- Allée Claude-Cahun-Marcel-Moore
- Rue Clément
- Rue Coëtlogon
- Cour du Commerce-Saint-André
- Rue de Condé
- Impasse de Conti
- Quai de Conti
- Rue Corneille
- Rue Crébillon
- Carrefour de la Croix-Rouge

## D
- Rue Danton
- Passage Dauphine
- Rue Dauphine
- Allée Denise-Vernay
- Place du 18-Juin-1940
- Rue du Dragon
- Rue Duguay-Trouin
- Rue Dupin
- Rue Dupuytren

## E
- Rue de l’Échaudé
- Rue de l’École-de-Médecine
- Place Edmond-Rostand
- Rue de l’Éperon

## F
- Rue Férou
- Rue de Fleurus
- Allée Nicole-Fontaine
- Rue du Four
- Rue Francisque-Gay
- Rue de Furstemberg

## G
- Rue Garancière
- Rue Gît-le-Cœur
- Rue Gozlin
- Rue de la Grande-Chaumière
- Quai des Grands Augustins
- Rue des Grands Augustins
- Rue Grégoire-de-Tours
- Rue Grégoire-de-Tours
- Rue de Grenelle
- Rue Guénégaud
- Rue Guillaume-Apollinaire
- Rue Guisarde
- Rue Guynemer

## H
- Rue Hautefeuille
- Rue Henry-de-Jouvenel
- Rue Herschel
- Rue de l’Hirondelle
- Rue Honoré-Chevalier
- Rue Huysmans

## J
- Rue Jacob
- Rue Jacques-Callot
- Allée Jacques-Derrida
- Rue du Jardinet
- Rue Jean-Bart
- Rue Jean-Ferrandi
- Rue Jean-François-Gerbillon
- Rue Joseph-Bara
- Rue Jules-Chaplain

## L
- Rue Le Verrier
- Rue Littré
- Rue Lobineau
- Place Laurent-Terzieff-et-Pascale-de-Boysson
- Place Louise-Catherine-Breslau-et-Madeleine-Zillhardt

## M
- Rue Mabillon
- Rue Madame
- Allée Maintenon
- Quai Malaquais
- Rue Marie-Pape-Carpantier
- Promenade Marceline-Loridan-Ivens
- Rue Mayet
- Rue Mazarine
- Rue de Médicis
- Rue de Mézières
- Rue Michelet
- Rue Mignon
- Place Mireille-et-Jacques-Renouvin
- Rue Monsieur-le-Prince
- Rue de Montfaucon
- Boulevard du Montparnasse
- Rue du Montparnasse

## N
- Rue de Nesle
- Rue de Nevers
- Rue Notre-Dame-des-Champs

## O
- Avenue de l’Observatoire
- Carrefour de l’Odéon
- Place de l’Odéon
- Rue de l’Odéon

## P
- Place Pablo-Picasso
- Rue Palatine
- Rue Paul-Séjourné
- Rue Péguy
- Passage de la Petite-Boucherie
- Rue Pierre-Sarrazin
- Rue des Poitevins
- Rue du Pont-de-Lodi
- Rue Princesse

## Q
- Rue des Quatre-Vents
- Place du Québec

## R
- Rue Racine
- Boulevard Raspail
- Rue du Regard
- Rue Régis
- Rue Régnard
- Rue de Rennes
- Impasse Robiquet
- Cour de Rohan
- Rue Rotrou

## S
- Rue du Sabot
- Rue Saint-André des Arts
- Place Saint-André-des-Arts
- Rue Saint-Benoît
- Boulevard Saint-Germain
- Place Saint-Germain-des-Prés
- Rue Saint-Jean-Baptiste-de-La-Salle
- Boulevard Saint-Michel
- Place Saint-Michel
- Rue Saint-Placide
- Rue Saint-Romain
- Place Saint-Sulpice
- Rue Saint-Sulpice
- Rue Sainte-Beuve
- Rue des Saints-Pères
- Rue de Savoie
- Rue Séguier
- Rue de Seine
- Rue Serpente
- Rue Servandoni
- Rue de Sèvres
- Allée Soeur-Emmanuelle
- Rue Stanislas
- Rue Suger

## T
- Rue de Tournon

## V
- Rue de Vaugirard
- Avenue Vavin
- Rue Vavin
- Rue du Vieux-Colombier
- Rue Visconti